# Sumatra (pollo)
Sumatra è una razza pura di pollo di tipo combattente dalle origini poco chiare, che prende il nome dall'omonima isola dell'Asia Sud-Orientale. Giunta in America verso la metà del XIX secolo e in Europa verso la fine dello stesso secolo, la razza ha dapprima attirato l'attenzione degli allevatori come pollo combattente, poi, grazie alla sua bellezza, come pollo da esposizione. Si tratta di un pollo leggero ed elegante, dal folto piumaggio nero caratterizzato da una forte iridescenza verde e da una coda molto lunga. Il carattere è piuttosto aggressivo verso i suoi simili, ma affettuoso nei confronti dell'uomo.

## Origini
Come suggerisce il nome, la razza è originaria dell'isola di Sumatra, dove si dice che sia una vera e propria specie selvatica autoctona o che derivi dall'incrocio di specie selvatiche ormai estinte, o addirittura dall'incrocio tra un pollo e un fagiano. Effettivamente sono stati azzardati nel corso degli anni molti tentativi di ricostruzione della razza, ma tutti si sono rivelati fallimentari. Come sia sorta quindi rimane tuttora un mistero, parimenti a molte altre razze asiatiche. L'esperto di razze combattenti C.A. Finsterbusch ha ipotizzato che la Sumatra potesse derivare dai polli combattenti presenti nell'Arcipelago della Sonda, i quali pur presentando un'eterogeneità morfologica, avevano in comune una caratteristica: l'essere neri non solo nel piumaggio, ma anche nelle ossa, nella carne e nella pelle. Nel 1847 la razza raggiunse l'America, dove entrò a far parte degli standard ufficiali solo nel 1886, quasi quaranta anni dopo. In Europa giunse 35 anni dopo l'arrivo in America, e in entrambi i continenti attirò presto l'attenzione degli avicoltori grazie alla propria bellezza. Nonostante faccia parte della tipologia dei combattenti infatti, la razza è da sempre stata allevata unicamente come pollo ornamentale e da esposizione.

## Standard

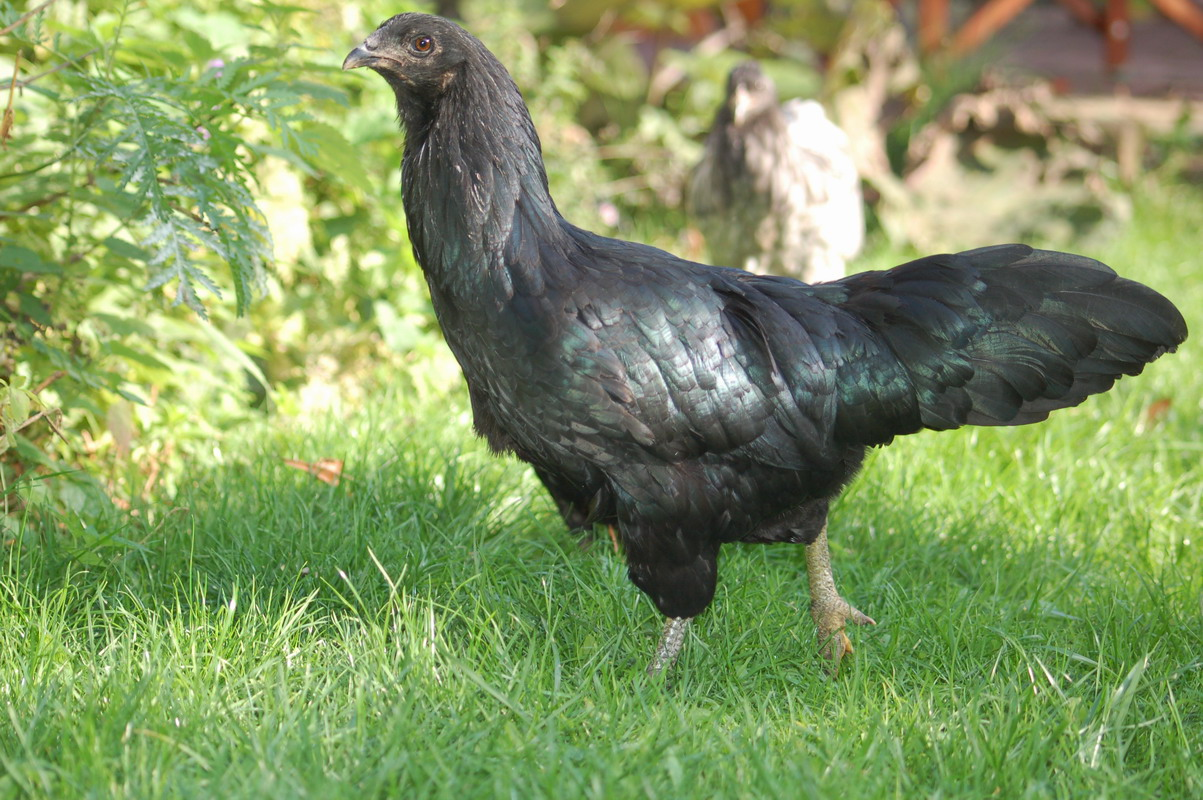
Gallina Sumatra Nera.

I polli di questa razza hanno un aspetto molto elegante e un portamento fiero, grazie a una struttura fisica snella e aggraziata che ricorda molto quella di un fagiano e a una coda molto appariscente. Non a caso nella patria d'origine vengono chiamati Pollo-Fagiano, e i non esperti li confondono spesso con i fagiani.
Americani e tedeschi hanno adottato differenti indirizzi selettivi: i primi si sono concentrati sulla produzione di piumino molto morbido e di una coda dotata di falciformi molto lunghe; i secondi invece su quella di un piumaggio più duro e corto, tipico dei combattenti. Quest'ultima sembra essere la tipologia di selezione indicata, in quanto la razza fa parte dei combattenti e viene sovente chiamata Combattente di Sumatra.
- Testa: piccola e con fronte larga, dotata di una forte arcata sopraccigliare tipica delle razze asiatiche e soprattutto dei combattenti. La faccia, oltre ad avere peluria, ha una pigmentazione molto scura, quasi nera.
- Occhi: grandi e prominenti, di colore rosso scuro.
- Cresta: a pisello. È piccola e ben fissata al cranio.
- Orecchioni: scuri come la faccia e molto piccoli.
- Becco: corto e forte, di colore nero.
- Bargigli: piccoli e corti, quasi assenti.
- Tronco: snello e cilindrico.
- Petto: alto e largo.
- Addome: largo e ben arrotondato.
- Spalle: larghe e prominenti.
- Dorso: lungo e pendente verso la coda, largo a livello delle spalle, dotato di penne molto abbondanti nel groppone del gallo.
- Ali: di media grandezza e ben aderenti al tronco.
- Coda: molto lunga e larga, portata orizzontalmente, senza che tocchi per terra. Punto di forza dell'animale, è dotata di falciformi e copritrici molto lunghe e abbondanti.
- Gambe: di media lunghezza e forti, provviste di due lunghi speroni nel gallo, caratteristica tipica della razza e assente in tutte le altre. Anche la gallina ha lo sperone, e alcuni galli ne hanno addirittura tre.
- Tarsi: di tessitura molto fine, sono di colore grigio/nerastro. Le zampe hanno cuscinetti plantari gialli, altra caratteristica di razza.
- Peso: gallo kg 2,000/2,500 gallina kg 1,800/2,000.
- Piumaggio: abbondante, dotato di penne lunghe e larghe, ma molto aderente al corpo.
- Misura anello: gallo 18 mm gallina 16 mm.
- Colore uovo: bianco.
- Peso uovo: 50/55 gr.

### Difetti gravi
Colore delle piante dei piedi diverso da quello richiesto e assenza dei due speroni nei soggetti più adulti e anziani. Tronco troppo corto o eccessivamente lungo. Faccia, cresta e bargigli più chiari del previsto, o addirittura rossi. Tarsi di altro colore. Piumaggio troppo morbido e coda che struscia il terreno nel gallo. Cresta eccessivamente sviluppata e/o malferma. Occhi neri. Peso scarso in entrambi i sessi. Assenza dei riflessi verde smeraldo nelle colorazioni Nera e Rosso/Nera.

## Colorazioni

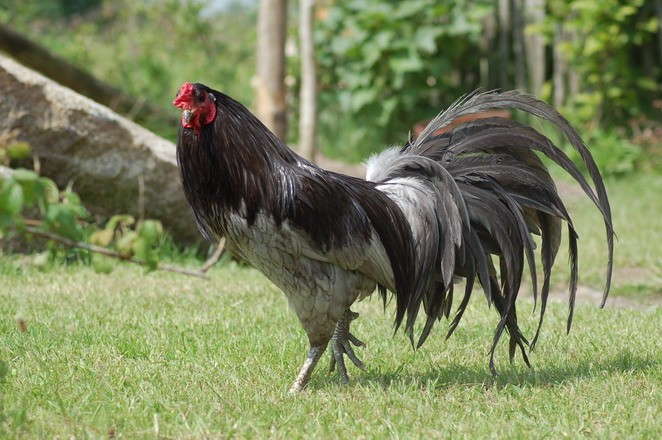
Gallo Sumatra Blu, colorazione molto più rara della Nera.

La colorazione originale e che rende la razza tipica è la Nera, dotata di un'iridescenza verde particolarmente forte che raramente si riscontra negli altri polli neri. Successivamente sono state selezionate altre varietà, come la Rosso/Nera, creata in Germania tramite accoppiamenti con la Yokohama, la Selvatica e la Blu.
Per mantenere la brillantezza del piumaggio e i forti riflessi metallici è consigliata una dieta composta da semi oleosi, frutta e verdura.

## Qualità
La Sumatra è una razza che è rimasta molto vicina allo stato naturale dei polli selvatici, per cui ne condivide alcune caratteristiche. I galli tendono ad essere molto aggressivi tra di loro, dunque è sconsigliato allevarli in recinti e voliere, mentre è preferibile lasciarli liberi di girovagare in spazi aperti. Nonostante questo sono molto docili e affettuosi col proprietario, quindi sono molto adatti per chi desidera allevare polli da compagnia e ornamentali. Essendo rimasti vicini allo stato naturale, le galline di questa razza non depongono uova, se non quelle poche in primavera che bastano per la riproduzione. Tuttavia il guscio delle uova è sorprendentemente bianco, a differenza delle altre razze asiatiche che depongono uova dal guscio colorati o molto scuri. Un buon mantenimento del piumaggio è ottenuto grazie a una dieta proteica e a posatoi per la notte posizionati molto in alto, in modo che non si danneggino le lunghe penne della coda.